# Генетическое расстояние
Генетическое расстояние (Genetic distance, GD) — мера генетического различия (дивергенции) между видами, подвидами, или популяциями одного вида. Малое генетическое расстояние означает генетическое сходство, большее генетическое расстояние означает меньшее генетическое сходство.
Существует много параметров, используемых для измерения генетического расстояния.
В простейшем случае генетическое расстояние между двумя популяциями одного вида может быть определено как разница в частотах определённого признака. Например, частота резус-отрицательных людей составляет 50,4 % среди басков, 41,2 % во Франции и 41,1 % в Великобритании. Генетическое расстояние между басками и французами составляет 9,2 %, генетическое расстояние между французами и британцами составляет 0,1 % для признака резус-отрицательный. Генетическое расстояние по нескольким признакам может быть усредненно для вычисления полного генетического расстояния.

## Меры генетического расстояния
Существует несколько способов измерения генетического расстояния. Среди них стоит выделить следующие:

### Индекс фиксации
Это общепринятый метод определения генетического расстояния. Он принимает минимальное значение 0 и максимальное 1. Значение 0 говорит о генетической идентичности, а величина 1 говорит о том, что две популяции являются разными видами.

### Стандартное генетическое расстояние Нэя
Этот метод определения генетического расстояния основан на предположении того, что генетическая разница возникает за счет мутаций и генетического дрейфа. Метод предложил Масатоси Нэи в 1972 году.
Согласно неодарвинистской концепции новый вид возникает в результате дифференциации любой популяции, относящейся к нему; точнее говоря, происходит постепенная дивергенция на уровне генофонда в этой популяции и вида в целом. В основе этой дивергенции лежит постепенная замена одних аллелей определённых генов на другие. В процессе дивергенции двух популяций все меньшее количество генов имеет аллели, которые встречаются в обоих популяциях. Когда заканчивается процесс видообразования, для всех генов существуют аллели, характерные только для одной из популяций. При этом генетическое сходство становится равным нулю и новый вид с морфологической точки зрения становится отличным от первоначального.
На практике для расчетов генетического расстояния определяют частоту встречаемости в каждой популяции различных форм ряда белков (при этом необходимо, чтобы количество исследуемых белков было достаточным). Число этих форм для каждого определённого белка соответствует числу аллелей гена, кодирующего данный белок. Расчет производится следующим образом. Представим себе, что для какого-то гена G существует i различных аллелей (1, 2, 3 и т. д.). В популяции А эти аллели встречаются с частотой а1, а2, а3 … В популяции В эта частота соответствует b1, b2, b3 … Исходя из этого, можно вычислить степень генетического сходства данных популяций по данному гену:
{\displaystyle I={\frac {\sum a_{i}b_{i}}{\sqrt {\sum a_{i}^{2}\sum b_{i}^{2}}}}}
Это уравнение позволяет вычислить нормализованную вероятность того, что два аллеля из разных популяций будут идентичными.
Если провести подобные расчеты для n генов, принадлежащих обоим популяциям, то можно будет вычислить среднюю арифметическую величину {\displaystyle \sum a_{i}b_{i}} для каждого из этих генов. Обозначим эту величину {\displaystyle I_{ab}}.
Можно также рассчитать величины {\displaystyle \sum a_{i}^{2}} (обозначим её{\displaystyle I_{a}}) и {\displaystyle \sum b_{i}^{2}} (обозначим её ''{\displaystyle I_{b}}>). В этом случае генетическое сходство между двумя популяциями будет описываться уравнением:
{\displaystyle I={\frac {I_{ab}}{\sqrt {I_{a}I_{b}}}}}
Генетическое расстояние (D) вычисляется по следующей формуле:
| {\displaystyle D=-\ln I} |

Значения генетического сходства могут варьировать от 0 (между популяциями нет общих аллелей), до 1 (частоты аллелей в популяции одинаковые).
Если индекс генетического сходства между двумя выборками равен 0.65, то можно сказать что 65 % аллелей между выборками являются общими.
Если генетическое расстояние составляет 0,62 (именно такое расстояние между человеком и шимпанзе), то из 100 генов, принадлежащих генофонду обоих видов, 62 (то есть примерно 2 / 3) имеют аллели, принадлежащие только одному из них. Если же генетическое расстояние между двумя популяциями составляет 1, то 100 % генов этих популяций имеют аллели, принадлежащие только к одному из них. Такое расстояние соответствует завершению постепенной дивергенции популяции исходного вида и окончательному отделению нового вида. Степень генетического различия между двумя подвидами, относящихся к одному виду, соответствует генетическому расстоянию, равному 0,17−0,22. Генетическое расстояние между двумя видами-двойниками (то есть популяциями, которые не отличаются по морфологическим признакам, но лишаются способности к скрещиванию) составляет 0,50-0,60.

### Индекс Кавалли-Сфорца и Эдвардса (1967)
Этот метод определения генетического расстояния основан на предположении того, что генетическая разница возникает только за счет генетического дрейфа

## Генетическое расстояние в области экономики языка
Экономисты Энрико Сполаоре и Ромен Вациарг выдвигают гипотезу о том, что существует значительная положительная взаимосвязь между длительным родством популяций (которое измеряется таким показателем, как генетическое расстояние) и рядом показателей культурных различий. Для этого авторы рассматривают простую модель, связывающую генетическую дистанцию с культурной дистанцией.
Исследование культурной дистанции основывается на трёх измерениях:
1. языковой дистанции;
2. религиозной дистанции;
3. ценностях, культурных нормах, убеждениях.

Э. Сполаоре и Р. Вациарг используют следующую формулу для вычисления генетической дистанции: {\displaystyle F_{ST}={Vp \over {{\bar {p}}(1-{\bar {p}})}}}, где {\displaystyle V_{p}} — разница между частотами генов в разных популяциях; {\displaystyle {\bar {p}}} — средняя частота генов. Обычно {\displaystyle F_{ST}} принимает значения от 0 до 1. Когда частота аллелей одинакова среди популяций ({\displaystyle \sigma =0}), то {\displaystyle F_{ST}=0}; когда у одной популяции одна аллель, а у другой — другая ({\displaystyle \sigma ={\bar {p}}}), то {\displaystyle F_{ST}=1}.
Если допустить, что {\displaystyle p_{a}} — частота генов аллели 1, а частота генов аллели 2, соответственно, {\displaystyle q_{a}=1-p_{a}}, тогда {\displaystyle p_{a}^{2}+q_{a}^{2}} отражает вероятность того, что две случайно выбранные аллели в данном локусе гомозиготны внутри популяции.
Формула для вычисления вероятности, что две случайно выбранные аллели гетерозиготны в популяции {\displaystyle a}:
{\displaystyle h_{a}=1-(p_{a}^{2}+q_{a}^{2})=2p_{a}q_{a}}.
Средняя частота генов аллели 1 в двух популяциях определяется следующим образом: {\displaystyle {\bar {p}}={p_{a}+p_{b} \over 2}}; соответственно, для аллели 2 формула будет выглядеть так: {\displaystyle {\bar {q}}={q_{a}+q_{b} \over 2}=1-{\bar {p}}}.
Уравнение для вычисления гетерозиготности в двух популяциях будет описываться следующим образом: {\displaystyle h=1-({\bar {p}}^{2}+{\bar {q}}^{2})=2{\bar {pq}}}. Таким образом, среднюю гетерозиготность можно вычислить при помощи среднего арифметического для двух популяций: {\displaystyle h_{m}={{h_{a}+h_{b}} \over 2}}.
{\displaystyle F_{ST}} измеряет отклонение в частотах генов популяций путем сравнения {\displaystyle h} и {\displaystyle h_{m}}: {\displaystyle F_{ST}=1-{h_{m} \over h}=1-{{p_{a}q_{a}+p_{b}q_{b}} \over {2{\bar {pq}}}}={1 \over 4}{{(p_{a}-p_{b})}^{2} \over {{\bar {p}}(1-{\bar {p}})}}={{\sigma }^{2} \over {{\bar {p}}(1-{\bar {p}})}}}.
В общей сложности, если две популяции имеют одинаковые частоты аллелей ({\displaystyle p_{a}=p_{b}}), то {\displaystyle F_{ST}=0}. Если две популяции полностью различаются в данном локусе ({\displaystyle p_{a}=1} и {\displaystyle p_{b}=0}, или {\displaystyle p_{a}=0} и {\displaystyle p_{b}=1}), то {\displaystyle F_{ST}} принимает значение 1. В целом, чем выше разброс частот аллелей в двух популяциях, тем выше их генетическое расстояние.

### Генетическое расстояние и время отделения популяций
Время отделения популяций — время, которое прошло с момента, когда две популяции имели последних общих предков. Его формулу можно записать следующим образом: {\displaystyle F_{ST}=1-{{e}^{-{t \over {2N}}}}}, где {\displaystyle t} — время с момента отделения двух популяций (выражается в количестве поколений между популяциями); {\displaystyle N} — размер популяции.
При небольшом значении {\displaystyle F_{ST}} можно приблизить его до {\displaystyle -\ln(1-F_{ST})}, что подразумевает, что: {\displaystyle F_{ST}\simeq {t \over {2N}}}.
Это означает, что генетическое расстояние между двумя двоюродными популяциями примерно пропорционально времени, прошедшему с тех пор, как предки двух популяций отделились и образовали отдельные популяции. Таким образом, в этом отношении можно интерпретировать генетическое расстояние как показатель времени, прошедшего с тех пор, как две популяции имели общего предка.

### Измерения культурной дистанции

#### Языковая дистанция
Для измерения языковой дистанции используют, как правило, два метода: языковые деревья и лексикостатистику.
Измерение по методу языковых деревьев заключается в том, что языки группируются на основе предполагаемого сходства между ними. Например, испанский имеет следующую классификацию: индоевропейская семья — италийский язык — романский язык — западно-романский язык — иберо-романский язык — западно-иберийский язык — испанский язык; а румынский язык, в свою очередь, будет классифицирован следующим образом: индоевропейская семья — италийский язык — романский язык — балкано-романский язык — румынский язык. Из этого следует, что оба языка имеют три общих узла. Так, при изменении количества общих узлов соответственно будет изменяться лингвистическое расстояние между языками.
Для определения количества общих узлов между двумя языками применяется следующая формула: {\displaystyle CN^{W}=\sum _{i=1}^{I}\sum _{j=1}^{J}(S_{1i}\times S_{2j}\times C_{ij})}, где {\displaystyle CN} — количество общих черт у языков двух популяций; {\displaystyle CN^{W}} — взвешенное число общих черт; {\displaystyle S_{ki}} — доля языковой группы {\displaystyle i} в стране {\displaystyle k}; {\displaystyle C_{ij}} — количество общих черт между языками {\displaystyle i} и {\displaystyle j}. {\displaystyle CN} и {\displaystyle CN^{W}} принимают значения от 0 до 15.
Языковая дистанция по методу языковых деревьев ({\displaystyle TLD}) высчитывается следующим образом: {\displaystyle TLD={\sqrt {{15-CN} \over 15}}}. Для измерения взвешенного показателя, заменяем {\displaystyle TLD} на {\displaystyle TLD^{W}} (как в случае с {\displaystyle CN} и {\displaystyle CN^{W}}). {\displaystyle TLD} принимает значения от 0 до 1.
Вычисление языкового расстояния на основе метода лексикостатистики заключается в том, что рассматриваются слова из разных языков, передающие некоторые общие значения (из списка Сводеша), и исследуется, являются ли эти слова родственными и происходят ли они от одного языка-предка. Например, английское слово ‘swim’ и немецкое ‘schwimmen’ происходят из староанглийского слова ‘swimman’. Следовательно, эти слова являются родственными.
Таким же образом, как и при вычислении {\displaystyle TLD}, вычисляются два показателя процента родственных слов: процент родственных слов между языками множества, на которых говорят в каждой стране в паре, {\displaystyle CLD}, и взвешенный процент, {\displaystyle CLD^{W}}, который представляет собой ожидаемый процент родственных слов между двумя людьми, случайно выбранными из каждой страны в паре.

#### Религиозная дистанция
Религиозная дистанция высчитывается аналогично вычислению языкового расстояния по методу языковых деревьев и описывает взаимосвязь между мировыми религиями. Соответственно, количество общих узлов между религиями является показателем религиозной близости.

#### Ценности, культурные нормы и убеждения
В качестве показателей культурных норм, ценностей и установок респондента могут быть использованы ответы на вопросы социальных опросов. Если провести аналогию с генетикой, то можно сказать, что вопросы соответствуют локусам генов, в то время как конкретные ответы будут соотнесены с аллелями. Таким образом, различия между группами населения в ответах на конкретный вопрос могут быть использованы для расчета культурной дистанции между странами по этому конкретному вопросу.
Сложности, которые могут возникнуть при вычислении данных культурных индексов:
1. выбор вопросов (для получения репрезентативных результатов, вместо произвольного выбора вопросов необходимо рассматривать набор всех вопросов, связанных с ценностями, которые фигурируют в интегрированном вопроснике World Values Survey[2] 1981—2010, которые перечислены WVS как категории от A до G. Однако при расчете сводных индексов культурной дистанции, которые суммируются по вопросам, важно иметь одинаковое количество вопросов для каждой пары стран);
2. выбор функциональной формы для вычисления расстояний для каждого вопроса. Так, для бинарных вопросов вычисление культурного расстояния {\displaystyle CD_{i}^{12}} между странами 1 и 2 будет проводиться по следующей формуле: {\displaystyle CD_{i}^{12}=\left\vert S_{i1}^{1}-S_{i1}^{2}\right\vert }. Для небинарных вопросов будет использоваться следующее уравнение: {\displaystyle CD_{i}^{12}={\sqrt {\sum _{j=1}^{J}(S_{ij}^{1}-S_{ij}^{2})^{2}}}}.
3. суммирование расстояния по конкретным вопросам для получения сводных показателей культурной дистанции.

### Родство и культура: простая концептуальная основа
Предки передают большое количество своих черт потомкам не только биологически, но и культурно. Популяции, которые более тесно связаны между собой, будут иметь меньше времени, чтобы отделиться друг от друга в наборе таких культурных черт как язык, религия, традиции, привычки и ценности. Этот процесс устанавливает тесную связь между родословной,
измеряется генетической дистанцией и чертами, передающимися в культуре: генетическая дистанция и меметическая дистанция должны иметь положительную корреляцию. Стилизованная и формальная модель, адаптированная из Spolaore и Wacziarg (2009, 2012) иллюстрирует эти отношения в упрощенном виде.
Возьмем три популяции: i = 1, 2, 3 живущих в настоящем. Популяции 1 и 2 происходят от общего последнего населения предков. Популяция 3 имеет несколько общих предков с популяциями 1 и 2, идущими дальше во времени. Тем самым, популяция 3 менее близка к популяциям 1 и 2, которые можно ассоциировать с родными братом и сестрой, в то время как популяция 3 является дальним двоюродным родственником.
Говоря о результатах в разделе 6.2.2 «Генетическая дистанция между человеческими популяциями», можем предположить генетическое расстояние dg (i, j) между популяцией i и популяцией j как время, в которое они были одной популяцией. Заключаем, что генетическое расстояние dg (1, 2) между популяцией 1 и популяцией 2 меньше, чем генетическое расстояние между популяцией 1 и популяцией 3, а также меньше чем генетическое расстояние между популяцией 2 и популяцией 3:
dg (1, 2) = F < dg (1, 3) = dg (2, 3) = F	
Насколько далеки друг от друга по культурным признакам эти популяции? Культурное расхождение зависит от сложных процессов передачи от поколения к поколению большого набора культурных черт, полезно фокусироваться на простейшем возможном механизме культурной передачи с вариацией, тогда как культура фиксируется только одной чертой (или мемом), которая может изображаться точкой на прямой. За каждый период t популяция i обладает культурными чертами ci(t), которые с вариациями унаследованы от популяции-предка,
который имел черты ci (t — 1) согласно:
ci(t) = ci(t − 1) + εi(t)
Можно полагать, что простейший возможный механизм для вариации: культурная смена как случайная прогулка.
В заключение, большее генетическое расстояние связано с большей дистанцией в культурных чертах. Это отношение не детерминировано. Некоторые пары популяций, которые являются более дальними родственниками, могут иметь более сходные культурные особенности.
черты, чем две более близкородственные популяции, но такой исход менее вероятен.
Генетическая дистанция и дистанция в культурно передаваемых чертах, таких как язык, религия, ценности ожидаются в положительной корреляции.

### Родство и культура: эмпирические данные
Эмпирическое исследование взаимосвязи между генетическими и меметическими расстояниями проводится с целью проверки гипотезы о том, что более длительное время разделения на самом деле положительно связано с различиями в языке, религии и нормах, ценностях и взглядах.

#### Генетическая дистанция и лингвистическая дистанция
Показатели лингвистической и генетической дистанции должны иметь положительную корреляцию. Кавалли-Сфорца проследил маленькую генетическую связь между языковыми группами. Филогенетические деревья и лингвистические деревья имеют тенденцию быть похожими друг на друга. Идеальных отношений не стоит ждать по нескольким причинам:
Во-первых, лингвистические данные основанные на деревьях имеют дискретное количество узлов, тогда как генетическое расстояние, основанное на большом количестве аллелей, как в случае используемого нами индекса, равно непрерывная мера времени разделения.
Во-вторых, функциональные формы для меры генетической дистанции (FST) и лингвистической дистанции различны.
В-третьих, успешные группы, завоевывающие территории отдельных языковых групп, могут навязывать свой язык, не навязывая свои гены. Так было, например, с мадьярским завоеванием Венгрии: образовавшийся в результате язык принадлежал уральской семье, но генетическая примесь мадьяр была настолько ограничена, что венгры генетически очень близки к другим славянским популяциям, например к полякам. Другим ярким примером служат движения населения, последовавшие за открытие Нового Света, в частности работорговля: нынешние потомки бывших рабов не говорят на исконных западноафриканских языках своих предков. Точно так же нынешние жители Соединенных Штатов преимущественно говорят по-английски, в то время как их предки происходили из разных языковых групп. Таким образом, современные миграции послужили разрыву связи между генетическими и языковая дистанция.
В таблице 6.2 на панели А исследуются основные корреляции. Мы обнаруживаем, что наши различные меры языковой дистанции сильно коррелируют между собой. 
В таблице 6.3 представлены регрессии наших различных показателей языковой дистанции, генетической дистанции, с контролем или без контроля широкого спектра показателей, географическое разделение — в том числе геодезическое расстояние, абсолютная разница в долготе и широте и т. д. 

#### Генетическая дистанция и религиозная дистанция
Религиозные верования, также как и язык передаются из поколения в поколение, что позволяет ожидать положительной корреляции между религиозной дистанцией и генетическим расстоянием.
Несколько факторов, которые ограничивают степень корреляции между религиозной и генеалогической дистанциями:
1. Они могут найти свой источник древних религиозных верований. Несколько крупных мировых религий появились относительно недавно (иудаизм).
2. Генетически сходные популяции часто исповедуют разные религиозные верования. Христианство и ислам произошли среди близкородственных популяций на Ближнем Востоке.
3. Религиозный верования передаются по горизонтали через завоевания и преобразования, так как легче изменить религию, чем язык.
4. Вышеупомянутые различия функциональной формы между показателями языковой и генетической дистанции с той же силой применимы к показателям религиозного расстояния.

Религиозная дистанция положительно коррелирует с генетической дистанцией. Первое доказательство представлено на Панели B. Таблицы 6.2. Мы видим, например, взвешенную религиозную дистанцию, основанную на религиозном дереве мехам, ферон и лаитин (F — RD) имеет корреляцию 0,18 со взвешенным генетическим расстоянием.
В таблицах 6.5 и 6.6 представлены регрессионные данные, опять же с учётом или без учёта географического расстояния для каждого из четырёх показателей религиозного расстояния. Во всех спецификациях, кроме одной, генетическая дистанция дает положительный результат.

#### Генетическая дистанция и культурная дистанция
Последнее исследование касается взаимосвязи между генетической дистанцией и дистанция в нормах, ценностях и установках. При нулевой гипотезе об отсутствии связи между генетическими и культурными расстояниями мы ожидаем, что 5 % корреляции должны быть значимыми (2,5 % положительных и значимых) и распределение корреляций должно быть сосредоточено вокруг нуля. Таблица 6.5 представляет гистограмма выборочных корреляций между двусторонним расстоянием для каждого вопроса, и взвешенное генетическое расстояние для полного набора из 740 вопросов.
Хотя эти результаты информативны, они объединяют вопросы по очень разным предметам и разным типам (бинарные и небинарные). В таблице 6.7 представлены простые корреляции. Генетическое расстояние имеет корреляцию 0,27 с нашей суммарной мерой культурной дистанции.
В таблице 6.9 вопросы разбиты по категориям. На нижней панели с географическим контролем мы видим положительные и значительные эффекты. Наибольшее влияние в количественном отношении имеют категории A (восприятие жизни), E (политика и общество) и F (религия и мораль). Будущая работа должна быть направлена на углубление более глубоко в характеристиках вопросов, наиболее тесно связанных с родовым расстоянием. 

### Выводы
Генетическая дистанция — это суммарная мера различий в широком спектре человеческих черт, передаваемых из поколения в поколение. Мы сосредоточились на языке, религии и ценностей, находя эмпирические доказательства положительной корреляции между генетической дистанцией и языковой, религиозной и культурной дистанцией. Важно отметить, что генетическое расстояние не сильно коррелирует только с небольшим и специфическим подмножеством различий в культурных особенностях. Наоборот, генетическая дистанция, как правило, широко и значимо коррелирует с широким диапазоном культурных различий черты.
Таким образом, в то время как специфические корреляции с отдельными наборами признаков обычно умеренны по величине, существует общая связь между происхождением и культуры, в соответствии с концептуальной структурой, в которой широкий спектр культурных черт передается с вариациями от поколения к поколению с течением времени. Генетическое расстояние является полезной сводной мерой, фиксирующей различия в этом широком диапазоне культурных особенностей.